# Gabón en los Juegos Olímpicos de Seúl 1988
Gabón estuvo representado en los Juegos Olímpicos de Seúl 1988 por dos deportistas, un hombre y una mujer, que compitieron en dos deportes.
La portadora de la bandera en la ceremonia de apertura fue la atleta Gisèle Ongollo. El equipo olímpico gabonés no obtuvo ninguna medalla en estos Juegos.